# Stephen Payton
Stephen Payton (Uphall, 17 maggio 1977) è un ex atleta paralimpico britannico, che ha gareggiato nella categoria T37/38.

## Biografia
Atleta scozzese, ha un disturbo da cerebrolesione che compromette la capacità di scattare. Ha esordito a soli 17 anni ai Campionati del mondo di Berlino del 1994 e si è imposto per le sue prestazioni sulle brevi distanze. Da allora, fino al 2008, ha partecipato a tutte le edizioni dei Giochi paralimpici estivi, dei Campionati del mondo paralimpici e agli Europei di Assen nel 2003, meritando nove medaglie alle Paralimpiadi, nove (di cui sei d'oro) ai Mondiali e due ori agli Europei.
Stephen Payton è considerato tra i più rappresentativi atleti di Scozia, per i suoi meriti e per i grandi miglioramenti che la sua categoria di disabilità è riuscita a realizzare nel tempo della sua carriera. È stato insignito di prestigiosi premi, in particolare:
- il British Sports Writers Award 1996;
- lo Scottish Athlete of the Year SAF 1996;
- il Sunday Mail Great Scot Unsung Hero 1996;
- atleta dell'anno dello Scottish Disability Sport per il 2005 e il 2006;[1]

Nel 2012, con altri atleti ha fatto parte della prima iscrizione nella Scottish Disability Sports Hall of Fame

## Palmarès
| Anno | Manifestazione       | Sede       | Evento              | Risultato | Prestazione | Note  |
| ---- | -------------------- | ---------- | ------------------- | --------- | ----------- | ----- |
| 1994 | Mondiali paralimpici | Berlino    | 100 m piani T37     | Oro       | 11"94       |       |
| 1994 | Mondiali paralimpici | Berlino    | 200 m piani T37     | Oro       | 25"09       |       |
| 1994 | Mondiali paralimpici | Berlino    | 400 m piani T37     | Oro       | 54"84       |       |
| 1996 | Giochi paralimpici   | Atlanta    | 100 m piani T37     | Oro       | 11"90       |       |
| 1996 | Giochi paralimpici   | Atlanta    | 200 m piani T37     | Oro       | 24"34       |       |
| 1996 | Giochi paralimpici   | Atlanta    | 400 m piani T37     | Oro       | 54"23       |       |
| 1996 | Giochi paralimpici   | Atlanta    | 4×100 m T34-37      | Bronzo    | 52"18       | [ 3 ] |
| 1998 | Mondiali paralimpici | Birmingham | 100 m piani T38     | Oro       | 11"76       |       |
| 1998 | Mondiali paralimpici | Birmingham | 200 m piani T38     | Oro       | 23"71       |       |
| 1998 | Mondiali paralimpici | Birmingham | 400 m piani T38     | Oro       | 53"63       |       |
| 2000 | Giochi paralimpici   | Sydney     | 100 m piani T38     | Bronzo    | 11"93       |       |
| 2000 | Giochi paralimpici   | Sydney     | 200 m piani T38     | Bronzo    | 23"75       |       |
| 2000 | Giochi paralimpici   | Sydney     | 400 m piani T38     | Argento   | 51"37       |       |
| 2000 | Giochi paralimpici   | Sydney     | 4×100 m T38         | Argento   | 48"68       |       |
| 2002 | Mondiali paralimpici | Lilla      | 200 m piani T38     | Argento   | 23"61       |       |
| 2002 | Mondiali paralimpici | Lilla      | 400 m piani T38     | Argento   | 52"99       |       |
| 2003 | Europei paralimpici  | Assen      | 200 metri piani T38 | Oro       | 23"97       |       |
| 2003 | Europei paralimpici  | Assen      | 400 metri piani T38 | Oro       | 54"97       |       |
| 2004 | Giochi paralimpici   | Atene      | 100 m piani T38     | 5º        | 11"76       |       |
| 2004 | Giochi paralimpici   | Atene      | 200 m piani T38     | 8º        | 24"45       |       |
| 2004 | Giochi paralimpici   | Atene      | 400 m piani T38     | Bronzo    | 52"32       |       |
| 2006 | Mondiali paralimpici | Assen      | 400 m piani T38     | Bronzo    | 53"23       |       |
| 2008 | Giochi paralimpici   | Pechino    | 200 m piani T38     | Batteria  | 24"89       |       |
| 2008 | Giochi paralimpici   | Pechino    | 400 m piani T38     | 5º        | 54"02       |       |